# Central-European Tour Košice-Miskolc
Ne doit pas être confondu avec Košice-Miskolc.
Le Central-European Tour Košice-Miskolc est une course cycliste d'une journée courue en Hongrie et créée en 2010. Elle fait partie depuis 2010 de l'UCI Europe Tour, en catégorie 1.2. Elle est par conséquent ouverte aux équipes continentales professionnelles, à des équipes nationales et à des équipes régionales ou de clubs. Les UCI ProTeams (première division) ne peuvent pas participer. L'épreuve s'appelait Miskolc GP de 2011 à 2013.
Elle se déroule la veille du Budapest GP pendant ses trois premières éditions.

## Palmarès
| Année | Vainqueur         | Deuxième             | Troisième          |
| 2010  | Alois Kaňkovský   | André Schulze        | Erik Poljanec      |
| 2011  | Matija Kvasina    | Mikhail Antonov      | Róbert Nagy        |
| 2012  | Krisztián Lovassy | Vyacheslav Kuznetsov | Pavel Kochetkov    |
| 2013  | Siarhei Papok     | Jan Sokol            | Federico Rocchetti |
| 2014  | Erik Baška        | Martin Otoničar      | Florian Bissinger  |